# メタモルフォーゼン
『メタモルフォーゼン～23の独奏弦楽器のための習作』（Metamorphosen, Studie für 23 Solostreicher ）はリヒャルト・シュトラウス作曲による23の弦楽器のための楽曲。1945年の第二次世界大戦最終期、ドイツが敗れる直前に作曲された、シュトラウス81歳の時の作品である。
「メタモルフォーゼン」は「メタモルフォーゼ（Metamorphose）」の複数形で、日本語では『変容』と訳されることが多く、技巧的には変奏曲に関連するものの主題に束縛されず、その展開がより自由に構成されたものである。また、弦楽合奏曲に属すが、標題にもあるようにあくまでも「独奏弦楽器のため」のものであり、伝統的な弦楽合奏とは本質的に異なった、それぞれの楽器を独奏風に動かしている点に特徴がある。従って作曲者自身がそこに習作的なものを感じて敢えて「習作」と題したのかもしれないという。

## 作曲の経緯
第二次世界大戦の末期、1944年から45年初めにかけてミュンヘン近郊のガルミッシュ＝パルテンキルヒェンにあった作曲者の山荘で作曲、3月13日から総譜化に着手され、ナチス・ドイツ崩壊直前の4月12日に完成された。それより前、1944年の夏に自作の『ダナエの恋』の初演が中止された時に「私の生活は終わった」と語ったシュトラウスであったが、本作の草稿のひとつに「ミュンヘンを失いたるなげき」と書いているように、大戦によってドイツの町並みや農村の風景などが破壊されて行き、自作の初演が行われた多くの劇場や音楽会堂も次々と瓦礫と化していく中で、ドイツの歴史や古くからの文化、伝統の喪失に対する悲しみや、崩壊していく祖国への惜別の思いを込めつつ敢えて筆を進めたという。そして45年2月にベルリンの国立歌劇場やドレスデンの国立歌劇場を始め、3月にはウィーンの国立歌劇場が破壊されたという悲報に接し、エルンスト・クラウゼによれば「この苦痛の中」でシュトラウスとしては珍しい「短調の支配する曲」を完成させた。

## 初演
シュトラウスはこの曲を自らの死後発表しようと考えていたようであるが、パウル・ザッハーの手にゆだねて生前の初演を許し、作曲の翌46年1月25日にチューリヒのトーンハレにて、ザッハーが指揮するコレギウム・ムジクム・チューリヒにより初演された。因みにその折の最後の練習ではシュトラウス自らが指揮し、それに接した音楽評論家のヴィリ・シュー（Willi Schuh）は曲のテンポやデュナーミクを力強く高揚させるシュトラウスの指揮ぶりに賛嘆している。
なおこの曲は、初演後にザッハーとチューリヒ・コレギウム・ムジクムに献呈された。

## 編成
- ヴァイオリン10名
- ヴィオラ5名
- チェロ5名
- コントラバス3名

標題のように23名の弦楽器奏者のために書かれているが、通常の弦5部ではなく、各奏者が独立した23のパートを演奏するよう23段のスコアに書かれた、いわば弦楽二十三重奏曲となっている。その書法は緻密を極めている。

## 音楽
クラウゼによれば「野蛮な帝国主義的戦争」である大戦によって、ドイツの文化財や都市、建築、劇場などの「取りかえしのつかない消失についてのなげき」を表すために作曲されたもので、戦争に対する抵抗の音楽となっている。
曲は3部からなり、緩徐的な2つのアンダンテの部分にややテンポの速いアジタート部が挿入された形式となっているが、全体が無限旋律的に続いた3楽章形式と見ることもできる。また、ベートーヴェンの交響曲『英雄』の第2楽章「葬送行進曲」冒頭4小節の動機を根幹にした主題が様々に変奏されていくのであるが、既述のように厳密な変奏曲の形式は採用していない点も特徴の一つで、更に23もの弦楽がそれぞれ独奏風に奏されるとはいえ音質的には同一なものなので、色彩の変化を好むシュトラウスの作風としてはやや特異なものともなっている。
第1部（アンダンテ）は苦悩を潜めた美しい旋律に始まり、自作の交響詩『ツァラトゥストラはかく語りき』やオペラ『ナクソス島のアリアドネ』の主題、更にはワーグナーの楽劇『トリスタンとイゾルデ』から「マルケ王の示導動機」を配しつつ展開して第2部（アジタート）へと進む。第2部では、それらが悲劇的に凝縮されていき、次いで第3部（アンダンテ）で諦念に至るかのように再び緩やかな曲調となり、最後に「葬送行進曲」による主題の原型が低弦によって1回奏されて、全曲を静かに閉じる。曲の終末9小節には“In Memorium”と書き込まれて、そこから前記ベートーヴェンの葬送行進曲の冒頭が再現するのであるが、これによってこの曲がドイツの死を悼む音楽であることが明かされるという。
若き日のシュトラウスが交響詩『死と変容』などで描いた観念的な死、個人の死ではなく、現実の死、一つの国家の死を描いた悲痛きわまりない死の音楽となっている一方で、シュトラウス自身「我が過去の全生涯の反映」と述べているように、過去を追想することによる救済、ある種の肯定性を有するものともなっている。